# Мурзамадиева, Майнюра Саветовна
Майнюра Саветовна Мурзамадиева (каз. Майнұра Советқызы Мырзамадиева; род. 20 апреля 1963) — казахстанский дипломат и деятель в сфере образования. Чрезвычайный и полномочный посол Республики Казахстан в Нидерландах (2007—2016).

## Биография
В 1985 году окончила Ленинградский институт советской торговли имени Ф. Энгельса.
Работала в системе Министерства иностранных дел Казахстана. В 2007—2016 году — чрезвычайный и полномочный посол Республики Казахстан в Нидерландах, в 2008—2013 годах — чрезвычайный и полномочный посол Республики Казахстан в Норвегии по совместительству. Также была постоянным представителем Республики Казахстан при Организации по запрещению химического оружия по совместительству.
С мая 2015 года по май 2019 года — председатель комитета индустрии туризма Министерства культуры и спорта Казахстана.
С мая 2019 года по 2022 год — председатель правления — ректор Международного университета туризма и гостеприимства, который был ранее создан постановлением правительства от 20 марта 2019 года в городе Туркестане.